# Zaliv Zaburun'ye
Zaliv Zaburun'ye är en vik i Kazakstan.   Den ligger i oblystet Atyraw, i den västra delen av landet, 1 600 km väster om huvudstaden Astana.